# André Filippi
Pour les articles homonymes, voir Filippi.
André Filippi est un peintre, imagier et santonnier français, né le 26 juillet 1902 à Toulon et décédé dans la même ville, à 59 ans, le 14 avril 1962.

## Biographie
Fils unique d'un ouvrier de l'arsenal de Toulon, et petit-fils de boulanger, André Filippi suit une formation d’électricien qui lui permet de commencer sa vie professionnelle dans le même arsenal. Il épouse en 1921, Fernande Philippini, avec laquelle il aura un fils unique.
Comme il est passionné par la peinture, il s’inscrit en cours du soir aux Beaux-Arts de Toulon. Il puisera de ces cours une partie de son inspiration.
Avec son épouse ils font partie de l'Escolo de la Targo, association pour la promotion de la langue d'oc. Fernande, revêtue des habits traditionnels provençaux chante et danse, André met ses talents de peintre et de graveur sur bois au service du groupement pour illustrer des publications. Nul doute que cette activité associative n'ait largement influencé les créations d'André Filippi, particulièrement pour ses santons.
Lors de la Seconde Guerre mondiale et les bombardements fréquents sur la ville de Toulon, la famille Filippi partit habiter à Solliès-Ville.
À l'armistice, il développe le commerce des santons en créant son atelier de santonnier, véritable petite entreprise faisant travailler plusieurs personnes qui réalisent et peignent les pièces. Ceux-ci seront commercialisés jusqu'à la capitale. Un poste de professeur de dessin au Collège Rouvière à Toulon lui est aussi proposé, poste qu'il occupa jusqu'à son décès. Son épouse prendra sa suite pendant quelques années à la tête de la petite société.
Une rue et une école de Toulon porte son nom.
La rencontre avec des artistes locaux lui permit certainement d'affirmer son propre style, mais c'est de celle avec Henri Pertus, dans les années 1934-35, que naîtra une amitié fidèle et indéfectible, ensemble ils initieront le mouvement des peintres imagiers provençaux et participeront à la création du Groupement d'Études Provençales avec Marcel Bonnet. Il se lia aussi d'amitié, malgré la différence d'âge, avec Georges Palmiéri et des échanges artistiques furent fréquents avec un autre artiste toulonnais Eugène Baboulène.

## Parcours artistique

### Peintre

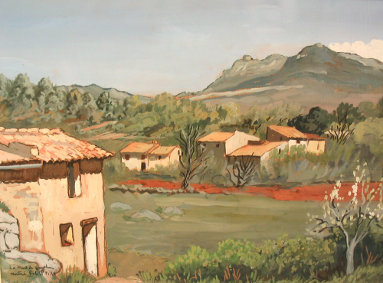
La Mort de Gauthié d'André Filippi, gouache, 1938

C'est par la peinture qu'il exprima tout d'abord sa sensibilité artistique. Les paysages du Var seront la source de son inspiration. Principalement tous les petits villages d'alors, non loin de Toulon dans lesquels il pouvait se rendre facilement par le car, Ollioules, La Valette, Le Revest-les-Eaux, Le Beausset, Six-Fours, et surtout Solliès-Ville qui fut une source importante de son inspiration et qu'il représentera de multiples fois et de maintes façons.
Il peindra aussi de nombreux paysages du haut Var dans lequel, il aimait passer ses vacances. Enfin la Corse, son épouse étant une native de l'Ile de beauté, lui permit de découvrir de nouveaux sites.
André Filippi était le peintre des « pierres bâties », églises, chapelles, oratoires, fontaines, portails, puits, furent maintes fois représentés dans ses tableaux et la plupart furent modelés et serviront de décor pour ses santons.
Il exprima sa créativité essentiellement en utilisant la gouache et parfois l'aquarelle, croquant au préalable les paysages au crayon ou au fusain. Il n'utilisera que rarement la peinture à l'huile.
Étrangement les paysages maritimes, qu'il eut sous les yeux toute sa vie, ne l’inspirèrent que très peu.

### Graveur sur bois

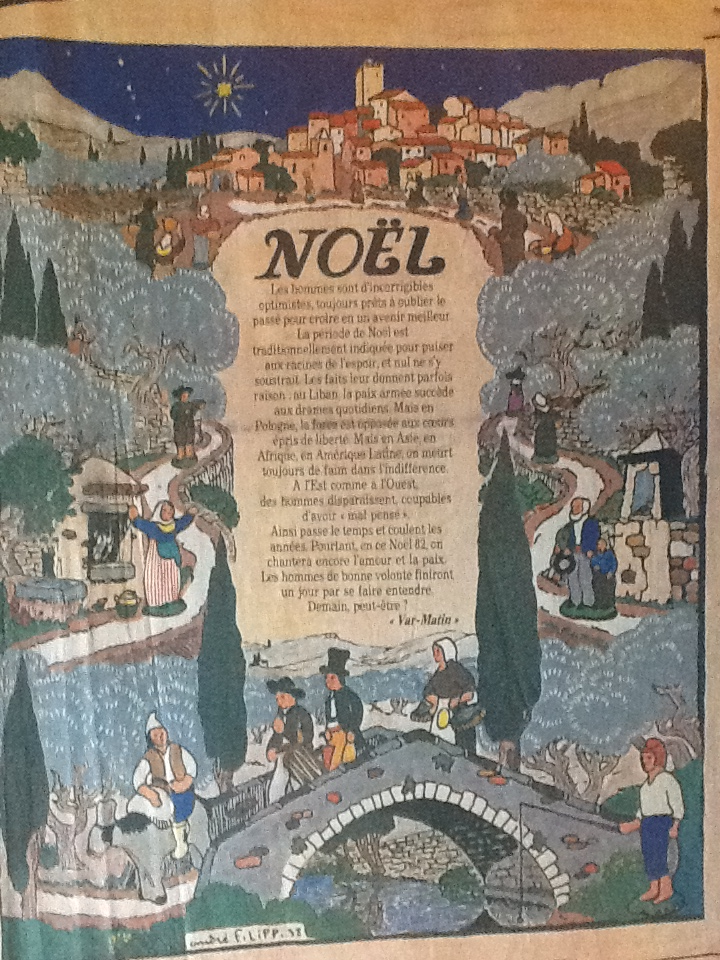
Une du journal Var-Matin du 24 décembre 1982 reproduisant une page du Petit Var en 1938

En même temps que la peinture, découvrant les richesses du travail de la gravure sur bois, il a commencé à participer à des illustrations pour des livres, journaux etc.
C'est ainsi qu'il illustra les parutions Zigzag dans le Var, les Oratoires du Var de Louis Henseling, ou encore les livres de Paul Maurel, écrivain ancien maire de Solliès-Ville et bien d'autres ouvrages, collaborant aussi parfois avec son compère Pertus. Ses bois gravés furent aussi souvent à l'honneur le 25 décembre à la une du quotidien Var-Matin.
On retrouve dans ses bois gravés ses sujets de prédilection et parfois ceux-ci sont colorés à la gouache pour les formats plus importants.

### Santonnier

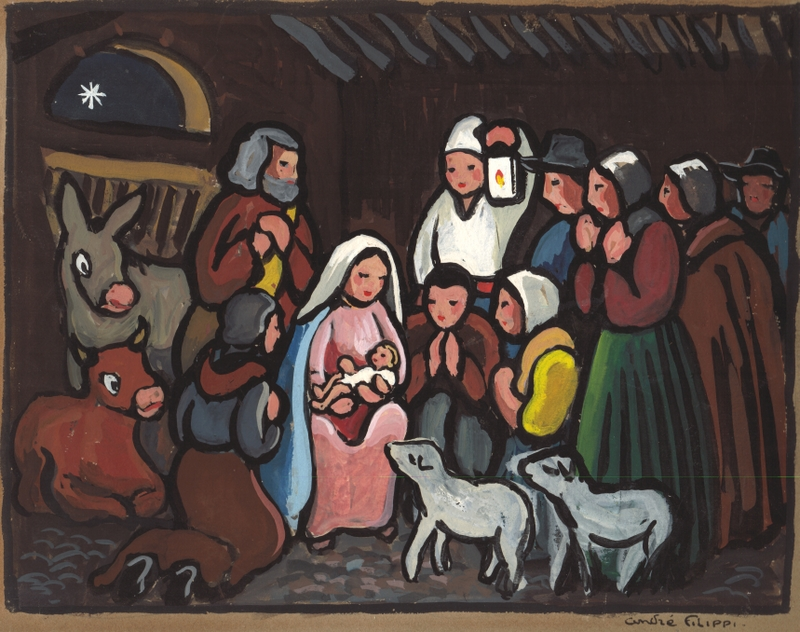
L'Aubade par André Filippi

C'est certainement l'aspect de son œuvre le plus connu du grand public. Après la Deuxième Guerre mondiale, André Filippi crée ses premiers santons, une quarantaine de modèles sont rapidement finalisés. Respectueux de la tradition, tous ces santons représentent les personnages de la Provence auquel il tient à ajouter des décors inspirés des paysages qui l'entourent.
Sa spécificité s'exprime au travers de la taille réduite de ses santons, les premiers feront à peine 3 cm et sont suivis des « puces » hauts de 1,5 cm à peine ! Ces dimensions lui permettent d'adapter plus facilement les pièces à l'échelle. On peut ainsi confectionner de magnifique crèche même dans un espace réduit, voire sous de petites vitrines.
« Ses santons sont simples aux galbes bien enveloppant. Pas de saillie trop anguleuse; les accessoires faisant corps avec la statuette. les traits du visage sont marqués en quelques touches vives et légères. On ne force pas l'expression. les coloris sont exacts et bien nuancés, chantants mais non criards », tel les décrits Pierre Fontan, Majoral du Félibrige, dans son ouvrage La Crèche provençale, ouvrage illustré par les gravures originales d'André Filippi.
Tous ses personnages sont dans la lignée classique, mais il y apporte sa touche personnelle. On retrouve tous les figurines traditionnelles autour de l'enfant Jésus, de la Sainte Vierge et de Joseph : Bartoumiou, lou ravi, les tambourinaires qui donnent l'aubade, les bergers bien sûr, avec de nombreux modèles différents, les paysannes et les paysans apportant leur offrande, les bohémiens et gitans…
Les seuls « estrangers » autorisés sont les rois mages les mains chargées de cadeaux. Nombreux aussi sont les animaux représentés : bien sûr l’âne et le bœuf réchauffant le petit jésus, mais aussi des moutons et des chiens pour accompagner les bergers, même la basse cour avec les cochons donnent plus de véracité au petit mas que l'on confectionne avec les nombreuses pièces. Les premières sont les différentes étables qui permettent d'abriter la sainte famille, adossées à des maisons typiques de la Provence. Elles sont complétées par des représentations des bastides, de quelques maisonnettes tels les petits hameaux de nos villages, mais aussi on peut y ajouter des puits ou des fontaines, des pins, cyprès ou des oliviers, les bohémiens et les gitans ont leur roulotte, enfin tout ce qu'il faut pour créer un décor typiquement et uniquement provençal. Il est totalement exclu de trouver parmi tous ses personnages, un pêcheur breton, une Alsacienne, un marin ; même le curé n'y figure pas contrairement à bon nombre d'autres santonniers. En effet André Filippi, l'agnostique, s'y refusait sous prétexte que les curés n'existaient pas à la naissance du Christ.
À son décès, il avait créé 98 santons en 3 cm et 44 pièces à l'échelle, déclinés en 72 sujets en 1,5 cm avec 40 pièces. Il accepta finalement d'agrandir certain modèles pour réaliser la série en 5 cm avec 57 santons.
Il imagina aussi de faire des pièces qui sortaient un peu du cadre de la crèche traditionnelles, plus « touristique » comme des chapelles, des oratoires ou encore des saynètes qu'il intitula vision de Provence.

### Imagier

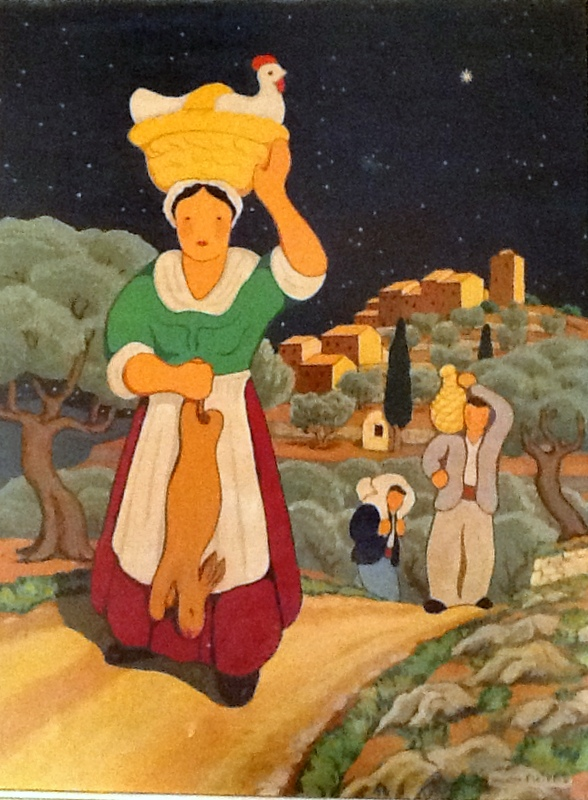
Maguarido par André Filippi, huile

Lorsqu'en 1935, André Filippi et Henri Pertus créent le Salon de la gravure originale toulonnaise qui, dès l’année suivante, devient le Salon des imagiers provençaux, se sont-ils imposés volontairement, dans le fougue de leur jeune vie d'artiste, une discipline qui toute leur vie s'imposera à chacun d'eux, pour le régal de nos yeux?
Imagier, créateur d'image, André Filippi le fut toute sa vie. Ses bois gravés sont pour la plupart, réalisés pour illustrer des livres, article de journaux.
En 1937 avec Henri Pertus, ils réaliseront des bois gravés et des illustrations pour un livre sur les chansons provençales publié par l'Escolo de la Targo. Ou bien ce sont les oratoires de la région qu'il représenta pour une série de cartes postales.
Il créa tous ses santons à partir d'images qu'il dessinait à l'échelle et colorait à la gouache. Ensuite il modelait l'argile, la sculptant pour obtenir la statuette qu'il décorait à la peinture pour lui donner son aspect définitif.
Le peintre reprenait ses pinceaux et à partir des santons il composait un tableau dans un paysage provençal, issu de son imagination nourrie tout au long de sa vie par ses excursions à travers le Var. Ses créations donnèrent naissance à une série de cartes postales.
Cette tradition de l'imagerie provençale est perpétuée par le Comité des arts et de l’image de Toulon qui organise chaque année en période calendale[Quoi ?] le Salon des imagiers provençaux.

## Solliès-Ville

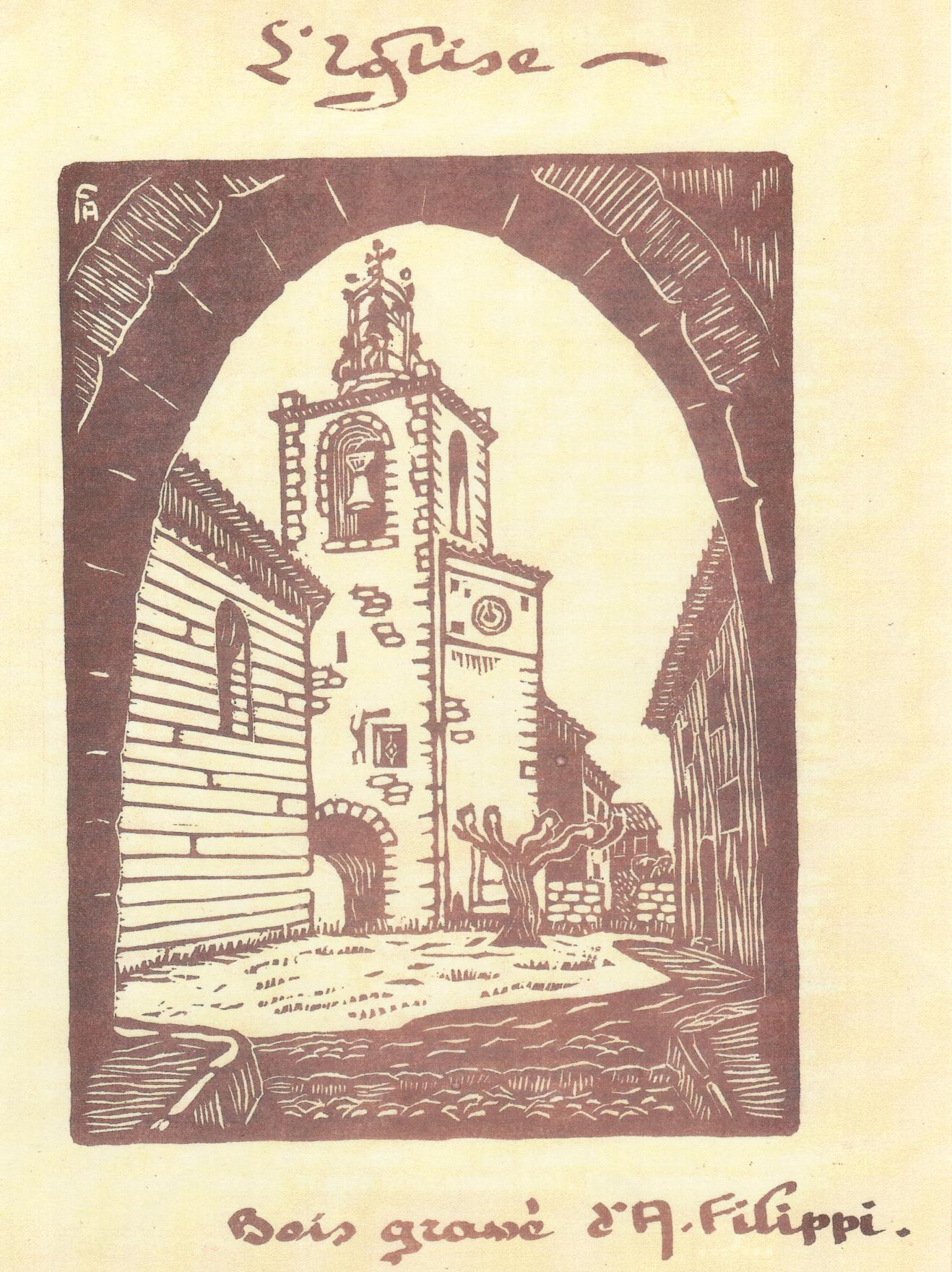
L'église de Sollies-Ville, bois gravé d'André Filippi

Le village de Solliès-Ville a marqué durablement André Filippi. Il a certainement attiré très tôt son attention, perché sur éperon et bien visible de la plaine.
Mais laissons Henri Pertus décrire sa découverte du village en compagnie d'André Filippi :
« Un jour en effet Filippi me dit : Il faut que je vous mène à Solliès-Ville. C’est un village qui n’est pas banal.
Par une belle matinée de mai, le car nous laisse à la Farlède, et nous voilà montant, sous un soleil flambant neuf, une route tapissée de pourpre et d'or par les valérianes et les genêts.
Au fur et à mesure la plaine s’étendait étincelante et à l'horizon les masures dessinaient plus précises leurs silhouettes bleues.
La lenteur de l’ascension nous laissait le loisir de savourer intensément la beauté de tout ce qui nous entourait, quand tout à coup, au détour d'un chemin, se dresse le clocher de l'église, couronné de fer forgé, et sous lui l'épaule en surplomb dans le vide les toitures de tuiles roses et les murs ocrés des maisons.
Paysage devenu classique, mais qui pour moi, était une révélation. Filippi ne pouvait contenir sa joie devant mon émerveillement. Nous avions porté le carnet de croquis et le crayon ne chômait pas… »
Il y modela son premier santon, « le pastre », qui n'était autre que le père Fabre, le berger de Sollies-Ville, avec qui il se lia d'amitié lors de son séjour et qu'il exposa au salon des imagiers qui se tenait à l'époque au village. Le santonnier venait de naitre.
Il y repose à présent dans le petit cimetière à l'entrée soulignée par deux majestueux cyprès, essence qu'il a si souvent représentée avec l'autre arbre emblématique de la Provence, l'olivier.
Un hommage lui est rendu au musée Jean Aicard du village en exposant quelques-unes de ses créations et particulièrement une des rares crèches sous vitrine réalisées par André Filippi avec les santons « puces ».